# Space Squash
Space Squash (スペーススカッシュ) werd uitgebracht in Japan door Coconuts Japan in 1995 voor de Virtual Boy.
Dit spel is een soort van 3D versie van Pong. Je bestuurt een robot dat naar boven, onder, links en rechts beweegt om een ball te raken dat naar jou beweegt. De gameplay is gelijkaardig met spelletjes als Super Glove Ball voor de NES en Cosmic Smash voor de Dreamcast. De uitdaging is het kunnen bepalen hoe ver de bal van jou verwijderd is.